# Lisunie (jezioro)
Lisunie (Jezioro Lisunie) – jezioro położone na południowy zachód od Mikołajek w województwie warmińsko-mazurskim, w powiecie mrągowskim, w gminy Mikołajki, na terenie rezerwatu wodno-florystycznego (Rezerwat przyrody Jezioro Lisunie), w granicach Mazurskiego Parku Krajobrazowego. Nad wschodnim brzegiem jeziora znajduje się osada Lisunie.
Brzegi akwenu silnie porasta szuwar złożony na dużej powierzchni z kłoci wiechowatej oraz trzciny. Na brzegu jeziora występują również fragmenty mszystych torfowisk niskich z rzadkimi gatunkami mchów.
W wodzie jeziora występują trzy rzadkie gatunki roślin:
- przesiąkra okółkowa Hydrilla verticillata
- jezierza giętka Najas flexilis
- grzybienie północne Nymphaea candida

Ze względu na charakter jeziora oraz jego roślinność wodną pływanie po nim jest zabronione.